# Yukikaze (1939)
Yukikaze (jap. 雪風, pol. Śnieżny wiatr) – japoński niszczyciel z okresu II wojny światowej. Najsłynniejszy  niszczyciel typu Kagerō i jedyny z tego typu, który przetrwał II wojnę światową.
Stępkę pod niszczyciel Yukikaze położono 2 sierpnia 1938 roku w stoczni w Sasebo. Wodowany w dniu 24 marca 1939, wcielony do służby 20 stycznia 1940 roku.
30 lipca 1945 został uszkodzony na minie.
6 lipca 1947 roku przekazany Chinom w ramach reparacji i wcielony do służby w flocie chińskiej otrzymał nazwę Tan Yang. W aktywnej służbie do 1956 roku. W maju 1970 uszkodzony przez tajfun i złomowany.